# Oye-Plage
Oye-Plage – miejscowość i gmina we Francji, w regionie Hauts-de-France, w departamencie Pas-de-Calais.
Według danych na rok 1990 gminę zamieszkiwało 5678 osób, a gęstość zaludnienia wynosiła 168 osób/km² (wśród 1549 gmin regionu Nord-Pas-de-Calais Oye-Plage plasuje się na 154. miejscu pod względem liczby ludności, natomiast pod względem powierzchni na miejscu 9.).